# Galatasaray Istanbul/Saison 1938/39

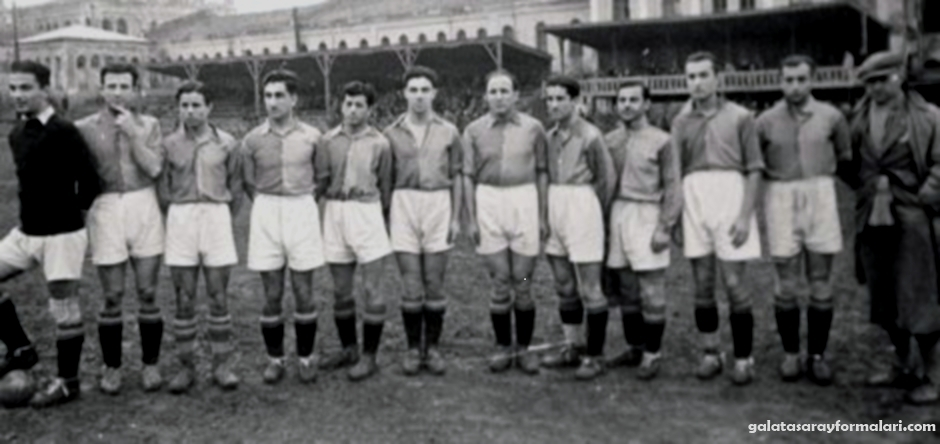
Mannschaftsfoto von Galatasaray Istanbul (1939)

Die Saison 1938/39 von Galatasaray Istanbul war die 33. Saison in der Vereinsgeschichte und die 25. Saison in der İstanbul Futbol Ligi.  Der Klub beendete die Saison auf dem 3. Platz. In der 3. Saison der Millî Küme wurden die Gelb-Roten zum ersten Mal Meister.

## Personalien

### Kader
| Nat.       | Name                 |
| Torhüter   | Torhüter             |
| ---------- | -------------------- |
| Turkei     | Osman İncili         |
| Turkei     | Sacit Öğet           |
| Turkei     | Fazıl Peker          |
| Abwehr     |                      |
| Turkei     | Lütfü Aksoy          |
| Turkei     | Osman Alyanak        |
| Turkei     | Faruk Barlas         |
| Turkei     | Adnan İncirmen       |
| Turkei     | Salim Şatıroğlu      |
| Mittelfeld |                      |
| Turkei     | Yusuf Bahadır        |
| Turkei     | Ekrem Kapman         |
| Turkei     | Celal Kibarer        |
| Turkei     | Rıza Köprülü         |
| Turkei     | Musa Sezer           |
| Angriff    |                      |
| Turkei     | Salahattin Almay     |
| Turkei     | Eşfak Aykaç          |
| Turkei     | Nikola Büyükvafiadis |
| Turkei     | Necdet Cici          |
| Turkei     | Bülent Ediz          |
| Turkei     | Cemil Erlertürk      |
| Turkei     | Bedii Etingü         |
| Turkei     | Sabri Gençay         |
| Turkei     | Nubar Hamamcıyan     |
| Turkei     | Gündüz Kılıç         |
| Turkei     | Sarafim Madenli      |
| Turkei     | Murat Poyraz         |
| Turkei     | Süleyman Tekil       |
| Turkei     | Danyal Vuran         |
| Turkei     | Mehmet Yılmaz        |

## Saison
Alle Ergebnisse aus Sicht von Galatasaray Istanbul.
Die Tabelle listet alle İstanbul-Futbol-Ligi des Vereins der Saison 1938/39 auf. Siege sind grün, Unentschieden gelb und Niederlagen rot markiert.

### İstanbul Futbol Ligi
| ST | Datum             | Gegner              | Ort                        | Ergebnis  | Tor(e) für Galatasaray Istanbul | Karte(n) für Galatasaray Istanbul |
| -- | ----------------- | ------------------- | -------------------------- | --------- | --- | --------------------------------- |
| 01 | 2. Oktober 1938   | Istanbulspor        | Taksim-Stadion, Istanbul   | 3:0 (0:0) | 1:0 Aykaç (73), 2:0 Yılmaz (85.), 3:0 Yılmaz (90.) | keine                             |
| 02 | 9. Oktober 1938   | Topkapı SK          | Taksim-Stadion, Istanbul   | 3:1 (2:0) | 1:0 Şatıroğlu (22.), 2:0 Ediz (43.), 3:1 Şatıroğlu (75.) | keine                             |
| 03 | 16. Oktober 1938  | Süleymaniye         | Taksim-Stadion, Istanbul   | 1:0 (1:0) | 1:0 Tekil (14.) | keine                             |
| 04 | 23. Oktober 1938  | Beşiktaş Istanbul   | Şeref Stadyumu, Istanbul   | 2:5 (0:2) | 1:3 Aykaç (56.), 2:3 Şatıroğlu (58.) | keine                             |
| 05 | 30. Oktober 1938  | Güneş SK 1          |                            | 3:0       | keine | keine                             |
| 06 | 6. November 1938  | Vefa Istanbul       | Taksim-Stadion, Istanbul   | 3:3 (3:2) | 1:1 Tekil (15.), 2:2 Yılmaz (34.), 3:2 Ediz (41.) | keine                             |
| 07 | 4. Dezember 1938  | Istanbulspor 2      | Taksim-Stadion, Istanbul   | 5:1 (0:1) | 1:1 Tekil (47.), 2:1 Şatıroğlu (49.), 3:1 Ediz (52.), 4:1 Ediz (67.), 5:1 Ediz (80.)                                                                                       | Aykaç (33.)                       |
| 08 | 11. Dezember 1938 | Topkapı SK          | Taksim-Stadion, Istanbul   | 5:0 (3:0) | 1:0 Tekil (11.), 2:0 Tekil (28.), 3:0 Cici (43.), 4:0 Ediz (75.), 5:0 Şatıroğlu (78. Elfmeter)                                                                             | keine                             |
| 09 | 18. Dezember 1938 | Süleymaniye         | Taksim-Stadion, Istanbul   | 4:0 (2:0) | 1:0 Şatıroğlu (35. Elfmeter), 2:0 Ediz (37.), 3:0 Aykaç (53.), 4:0 Şatıroğlu (73.)                                                                                         | keine                             |
| 10 | 25. Dezember 1938 | Beşiktaş Istanbul   | Taksim-Stadion, Istanbul   | 2:2 (1:2) | 1:1 Ediz (13.), 2:2 Şatıroğlu (59.) | keine                             |
| 11 | 1. Januar 1939    | Güneş SK 1          |                            | 3:0       | keine | keine                             |
| 12 | 8. Januar 1939    | Vefa Istanbul       | Taksim-Stadion, Istanbul   | 1:0 (0:0) | 1:0 Vahit (87. Eigentor) | keine                             |
| 13 | 15. Januar 1939   | Hilal SK            | Taksim-Stadion, Istanbul   | 1:1 (1:1) | 1:1 Cici (44. Elfmeter) | keine                             |
| 14 | 22. Januar 1939   | Beykozspor          | Taksim-Stadion, Istanbul   | 3:1 (2:0) | 1:0 Büyükvafiadis (30.), 2:0 Erlertürk (33.), 3:1 Cici (75.) | İncirmen (41.), Erlertürk (63.)   |
| 15 | 29. Januar 1939   | Fenerbahçe Istanbul | Fenerbahçe Stadı, Istanbul | 2:3 (1:1) | 1:0 Erlertürk (3.), 2:3 Cici (84. Elfmeter) | keine                             |
| 16 | 5. Februar 1939   | Hilal SK            | Taksim-Stadion, Istanbul   | 9:1 (4:0) | 1:0 Madenli (20.), 2:0 Almay (24.), 3:0 Madenli (29.), 4:0 Erlertürk (39.), 5:0 Cici (61.), 6:0 Cici (67.), 7:0 Tekil (71.), 8:0 Salim (72. Eigentor), 9:0 Erlertürk (83.) | keine                             |
| 17 | 12. Februar 1939  | Beykozspor          | Taksim-Stadion, Istanbul   | 1:1 (1:1) | 1:0 Tekil (18.) | keine                             |
| 18 | 19. Februar 1939  | Fenerbahçe Istanbul | Taksim-Stadion, Istanbul   | 1:1 (1:1) | 1:1 Etingü (27.) | keine                             |

### Millî Küme
| ST | Datum          | Gegner              | Ort                        | Ergebnis  | Tor(e) für Galatasaray Istanbul | Karte(n) für Galatasaray Istanbul |
| -- | -------------- | ------------------- | -------------------------- | --------- | --- | --------------------------------- |
| 01 | 19. März 1939  | Beşiktaş Istanbul 3 | Taksim-Stadion, Istanbul   | 0:3       | keine | keine                             |
| 02 | 1. April 1939  | MKE Ankaragücü      | Ankara 19 Mayıs Stadı      | 1:4 (0:1) | 1:4 Cici (87. Elfmeter) | keine                             |
| 03 | 2. April 1939  | Ankara Demirspor    | Ankara 19 Mayıs Stadı      | 0:2 (0:0) | keine | keine                             |
| 04 | 23. April 1939 | Vefa Istanbul       | Taksim-Stadion, Istanbul   | 4:1 (1:1) | 1:0 Almay (30.), 2:1 Madenli (47.), 3:1 Tekil (57.), 4:1 Cici (83.)                                                                                  | keine                             |
| 05 | 29. April 1939 | Ankara Demirspor    | Taksim-Stadion, Istanbul   | 2:1 (1:0) | 1:0 Tekil (10.), 2:1 Madenli (81.) | keine                             |
| 06 | 7. Mai 1939    | MKE Ankaragücü      | Taksim-Stadion, Istanbul   | 2:1 (2:1) | 1:0 Büyükvafiadis (9.), 2:0 Büyükvafiadis (19.) | keine                             |
| 07 | 21. Mai 1939   | Fenerbahçe Istanbul | Fenerbahçe Stadı, Istanbul | 4:3 (2:1) | 1:1 Erlertürk (24.), 2:1 Erlertürk (30.), 3:1 Büyükvafiadis (55. Elfmeter), 4:1 Almay (85.)                                                          | keine                             |
| 08 | 28. Mai 1939   | Beşiktaş Istanbul   | Taksim-Stadion, Istanbul   | 3:1 (1:0) | 1:0 Büyükvafiadis (15.), 2:0 Almay (47.), 3:0 Erlertürk (60.)                                                                                        | keine                             |
| 09 | 4. Juni 1939   | Fenerbahçe Istanbul | Taksim-Stadion, Istanbul   | 4:3 (2:2) | 1:0 Büyükvafiadis (5.), 2:0 Erlertürk (19.), 3:3 Sezer (65.), 4:3 Büyükvafiadis (69.)                                                                | Erlertürk (75.)                   |
| 10 | 10. Juni 1939  | Ateşspor            | Alsancak Stadı, Izmir      | 7:2 (3:1) | 1:0 Erlertürk (15.), 2:1 Erlertürk (43.), 3:1 Almay (42.), 4:1 Almay (55.), 5:1 Almay (57.), 6:1 Erlertürk (65.), 7:1 Almay (74.)                    | keine                             |
| 11 | 11. Juni 1939  | Doğanspor           | Alsancak Stadı, Izmir      | 4:0 (2:0) | 1:0 Büyükvafiadis (32.), 2:0 Almay (43.), 3:0 Fethi (71. Eigentor), 4:0 Büyükvafiadis (78.)                                                          | keine                             |
| 12 | 18. Juni 1939  | Doğanspor           | Taksim-Stadion, Istanbul   | 7:0 (3:0) | 1:0 Büyükvafiadis (30.), 2:0 Büyükvafiadis (33.), 3:0 Erlertürk (45.), 4:0 Erlertürk (54.), 5:0 Erlertürk (56.), 6:0 Etingü (67.), 7:0 Madenli (85.) | keine                             |
| 13 | 24. Juni 1939  | Ateşspor            | Taksim-Stadion, Istanbul   | 3:1 (3:0) | 1:0 Erlertürk (24.), 2:0 Erlertürk (26.), 3:0 Erlertürk (34.)                                                                                        | keine                             |
| 14 | 1. Juli 1939   | Vefa Istanbul       | Taksim-Stadion, Istanbul   | 2:0 (1:0) | 1:0 Büyükvafiadis (24. Elfmeter), 2:0 Madenli (51.)                                                                                                  | keine                             |

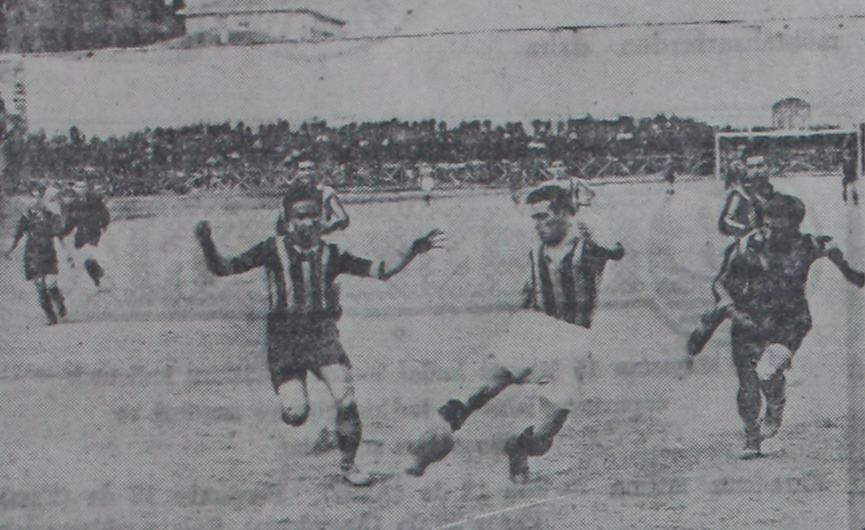
Galatasaray gegen MKE Ankaragücü (7. Mai 1939)
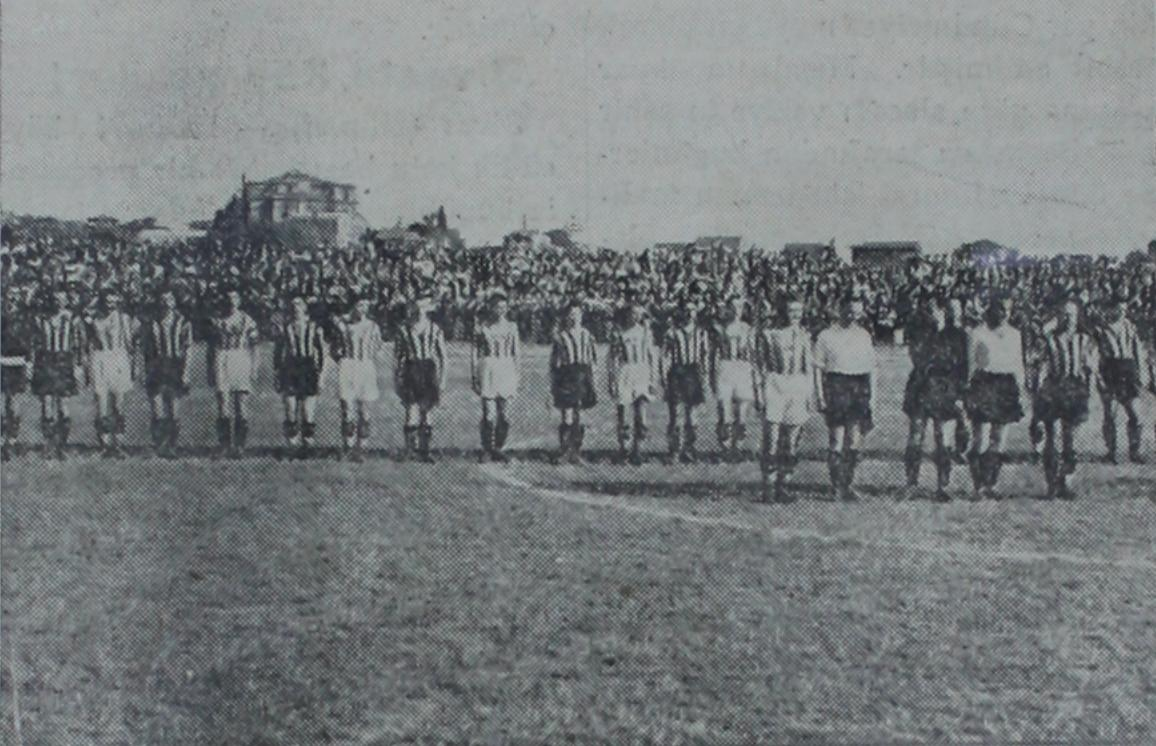
Fenerbahçe und Galatasaray vor dem Anpfiff (21. Mai 1939)
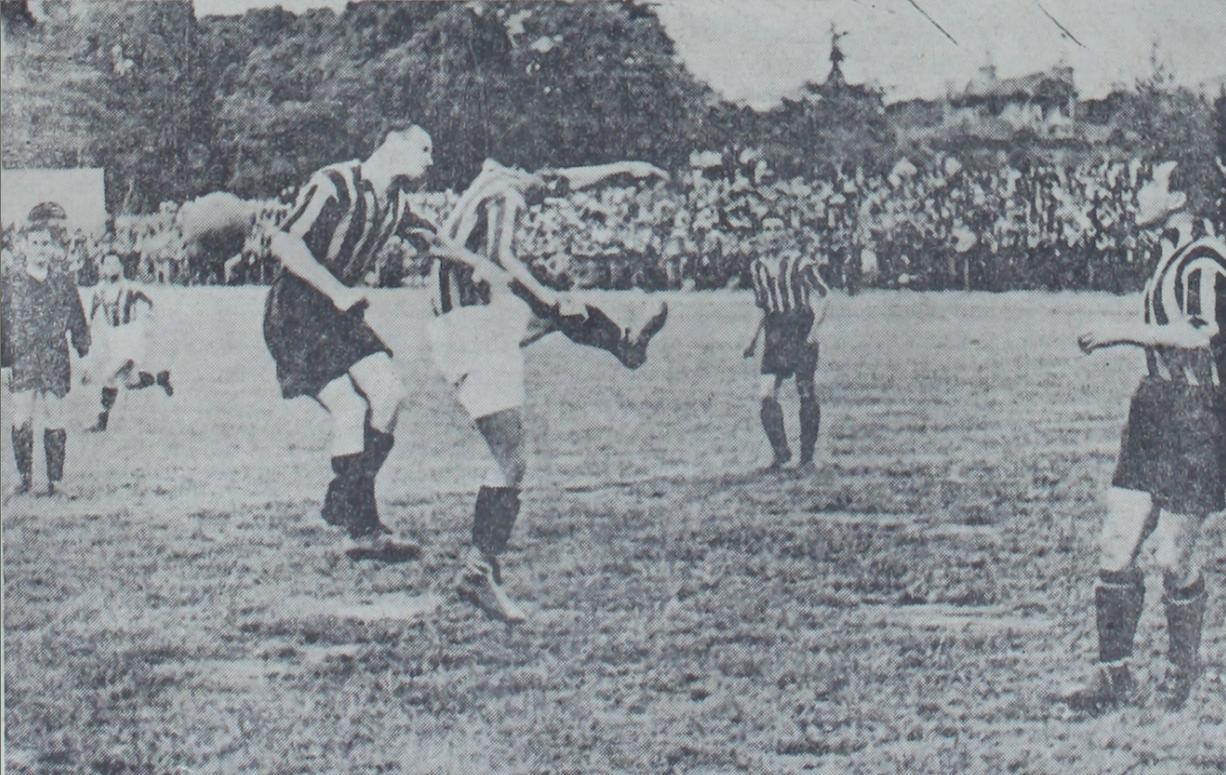
Spielszene Fenerbahçe gegen Galatasaray (21. Mai 1939)

#### Meisterschaftsentscheidung
Ankara Demirspor und Galatasaray Istanbul beendeten die Saison punktgleich auf dem ersten Platz. Aus diesem Grund fanden Entscheidungsspiele statt, um den Meister zu ermitteln. Das Rückspiel wurde aufgrund der Zwischenfälle im Hinspiel abgesagt.
| Paarung              | Galatasaray Istanbul – Ankara Demirspor |
| Ergebnis             | 0:1 (0:1) |
| Datum                | 23. Juli 1939 |
| Stadion              | Fenerbahçe Stadı, Istanbul |
| Schiedsrichter       | Tarık Özerengin |
| Tore                 | 0:1 Hakkı (53.) |
| Galatasaray Istanbul | Osman İncili – Adnan İncirmen, Faruk Barlas, Salim Şatıroğlu, Musa Sezer, Yusuf Bahadır, Rıza Köprülü, Nikola Büyükvafiadis, Bedii Etingü, Cemil Erlertürk, Salahattin Almay, Cheftrainer: Peter Tandler         |
| Ankara Demirspor     | Necdet Erdem – Gazi Günday, Şevket Demirtepe, İbrahim Tezcan, Şemsi, İbrahim Küçük, Arif Sevinç, Salih, Orhan Barlas, Hakkı, Orhan Canpulat,                                                                     |
| Platzverweise        | keine – Necdet Erdem (78.) |
| Besonderheiten       | Das Spiel wurde in der 78. Minute abgebrochen, nachdem Demirspor-Torwart Necdet den Schiedsrichter geschlagen hatte. Der Fußballverband beschloss daraufhin, das Ergebnis zugunsten von Galatasaray zu bewerten. |

## Spielerstatistiken
| Spieler              | İstanbul Futbol Ligi | İstanbul Futbol Ligi | İstanbul Futbol Ligi | İstanbul Futbol Ligi | Millî Küme | Millî Küme | Millî Küme  | Millî Küme | Total    | Total | Total       | Total      |
| Spieler              | Einsätze             | Tore                 | Gelbe Karte          | Rote Karte           | Einsätze   | Tore       | Gelbe Karte | Rote Karte | Einsätze | Tore  | Gelbe Karte | Rote Karte |
| -------------------- | -------------------- | -------------------- | -------------------- | -------------------- | ---------- | ---------- | ----------- | ---------- | -------- | ----- | ----------- | ---------- |
| Lütfü Aksoy          | 16                   | 0                    | 0                    | 0                    | 1          | 0          | 0           | 0          | 17       | 0     | 0           | 0          |
| Salahattin Almay     | 3                    | 1                    | 0                    | 0                    | 11         | 8          | 0           | 0          | 14       | 9     | 0           | 0          |
| Osman Alyanak        | 1                    | 0                    | 0                    | 0                    | 0          | 0          | 0           | 0          | 1        | 0     | 0           | 0          |
| Eşfak Aykaç          | 8                    | 3                    | 0                    | 1                    | 0          | 0          | 0           | 0          | 8        | 3     | 0           | 1          |
| Yusuf Bahadır        | 0                    | 0                    | 0                    | 0                    | 11         | 0          | 0           | 0          | 11       | 0     | 0           | 0          |
| Faruk Barlas         | 0                    | 0                    | 0                    | 0                    | 12         | 0          | 0           | 0          | 12       | 0     | 0           | 0          |
| Nikola Büyükvafiadis | 5                    | 1                    | 0                    | 0                    | 14         | 11         | 0           | 0          | 19       | 12    | 0           | 0          |
| Necdet Cici          | 14                   | 6                    | 0                    | 0                    | 5          | 2          | 0           | 0          | 19       | 8     | 0           | 0          |
| Bülent Ediz          | 9                    | 9                    | 0                    | 0                    | 0          | 0          | 0           | 0          | 9        | 9     | 0           | 0          |
| Cemil Erlertürk      | 6                    | 4                    | 0                    | 1                    | 9          | 13         | 0           | 1          | 15       | 17    | 0           | 2          |
| Bedii Etingü         | 15                   | 1                    | 0                    | 0                    | 13         | 1          | 0           | 0          | 28       | 2     | 0           | 0          |
| Sabri Gençay         | 2                    | 0                    | 0                    | 0                    | 0          | 0          | 0           | 0          | 2        | 0     | 0           | 0          |
| Nubar Hamamcıyan     | 3                    | 0                    | 0                    | 0                    | 0          | 0          | 0           | 0          | 3        | 0     | 0           | 0          |
| Osman İncili         | 7                    | 0                    | 0                    | 0                    | 14         | 0          | 0           | 0          | 21       | 0     | 0           | 0          |
| Adnan İncirmen       | 13                   | 0                    | 0                    | 1                    | 13         | 0          | 0           | 0          | 26       | 0     | 0           | 1          |
| Ekrem Kapmam         | 16                   | 0                    | 0                    | 0                    | 2          | 0          | 0           | 0          | 18       | 0     | 0           | 0          |
| Celal Kibarer        | 7                    | 0                    | 0                    | 0                    | 6          | 0          | 0           | 0          | 13       | 0     | 0           | 0          |
| Gündüz Kılıç         | 0                    | 0                    | 0                    | 0                    | 0          | 0          | 0           | 0          | 0        | 0     | 0           | 0          |
| Rıza Köprülü         | 0                    | 0                    | 0                    | 0                    | 8          | 0          | 0           | 0          | 8        | 0     | 0           | 0          |
| Sarafim Madenli      | 4                    | 2                    | 0                    | 0                    | 12         | 4          | 0           | 0          | 16       | 6     | 0           | 0          |
| Sacit Öğet           | 5                    | 0                    | 0                    | 0                    | 0          | 0          | 0           | 0          | 5        | 0     | 0           | 0          |
| Fazıl Peker          | 4                    | 0                    | 0                    | 0                    | 0          | 0          | 0           | 0          | 4        | 0     | 0           | 0          |
| Murat Poyraz         | 4                    | 0                    | 0                    | 0                    | 0          | 0          | 0           | 0          | 4        | 0     | 0           | 0          |
| Salim Şatıroğlu      | 7                    | 8                    | 0                    | 0                    | 2          | 0          | 0           | 0          | 9        | 8     | 0           | 0          |
| Musa Sezer           | 11                   | 0                    | 0                    | 0                    | 14         | 1          | 0           | 0          | 25       | 1     | 0           | 0          |
| Süleyman Tekil       | 12                   | 6                    | 0                    | 0                    | 3          | 2          | 0           | 0          | 15       | 8     | 0           | 0          |
| Danyal Vuran         | 1                    | 0                    | 0                    | 0                    | 0          | 0          | 0           | 0          | 1        | 0     | 0           | 0          |
| Mehmet Yılmaz        | 7                    | 3                    | 0                    | 0                    | 0          | 0          | 0           | 0          | 7        | 3     | 0           | 0          |